# Steriphoma ellipticum
Steriphoma ellipticum är en kaprisväxtart som först beskrevs av Dc., och fick sitt nu gällande namn av Spreng.. Steriphoma ellipticum ingår i släktet Steriphoma och familjen kaprisväxter. Inga underarter finns listade i Catalogue of Life.